# Polygrammodes moerulalis
Polygrammodes moerulalis là một loài bướm đêm trong họ Crambidae.